# Museum Malerwinkelhaus Marktbreit
Das Museum Malerwinkelhaus Marktbreit ist ein städtisches Museum in der unterfränkischen Stadt Marktbreit. Es befindet sich im sogenannten Malerwinkelhaus in der Marktbreiter Altstadt. 

## Geschichte
Ein Museum in Marktbreit geht bereits auf das Jahr 1909 zurück. Damals empfahl das Generalkonservatorium in München dem Bezirksamt Kitzingen, in dem Marktbreit lag, ein Ortsmuseum einzurichten. Der Konsistoriums-Saal des Rathauses war als Ausstellungsort geplant. Dieser frühe Versuch, ein Museum zu etablieren scheiterte jedoch. Genauso verliefen die Planungen, die ab den 1950er Jahren für den Bau eines Heimatmuseums vorangetrieben wurden.
Die Renovierung des der Stadt gehörenden Malerwinkelhauses im Jahr 1987 war Anlass, neuerlich über ein Museum nachzudenken. In dem Haus sollte Kunst von Kindern gezeigt werden, die in der Tradition der von der Leo-Weismantel-Gesellschaft veranstalteten Ausstellung des Jahres 1929 stand. Für eine solche Nutzung setzte sich insbesondere die Landtagsabgeordnete Karin Radermacher ein. Nach Rücksprachen mit der Landesstelle für die nichtstaatlichen Museen in Bayern sollte im Haus zusätzlich die Geschichte des Marktbreiter Römerlagers beleuchtet werden.
Am 17. Mai 1991 wurde das Museum eingeweiht, ohne Einrichtungs- oder Ausstellungsobjekte zu besitzen. Dabei wurde deutlich, dass ein Kinderkunstmuseum in den Räumen nicht zu realisieren war. Zunächst richtete die Stadt Marktbreit einen ehrenamtlichen Museums-Ausschuss ein, der ein Konzept erarbeiten sollte. Als Ergebnis nahm man eine Spezialisierung der Ausstellung vor und wollte im Museum die „Frau in der Geschichte Marktbreits“ zeigen. 1993 wurde das Rahmenkonzept vorgestellt.
Im Jahr 1994 wurden die ersten Exponate für die Dauerausstellung angeschafft. Bis Ende 1998 waren über 6000 inventarisierte Objekte zusammengekommen, wobei im gleichen Jahr mit der Gestaltung und Inneneinrichtung der Dauerausstellung begonnen wurde. Erst im Frühjahr 2003 wurde die Dauerausstellung „Frauenzimmer“ fertiggestellt. Im Jahr 2010 erhielt das Museum eine wissenschaftliche Leitung. In der Folgezeit wurde die Ausstellung modernisiert.

## Gebäude
Das Museum ist in den Räumlichkeiten des sogenannten Malerwinkelhauses in der Bachgasse 2 untergebracht. Das Haus wurde im 17. Jahrhundert von einer der in Marktbreit ansässigen Handelsfamilien erbaut und erfuhr 1774 einen tiefgreifenden Umbau. Damit repräsentiert das Haus auch die Geschichte der Stadt in der Frühen Neuzeit, die von wirtschaftlichem Aufstieg geprägt war. Das Malerwinkelhaus präsentiert sich als zweigeschossiger Traufseitbau mit steilem Satteldach und Fachwerk. Seinen Namen erhielt es durch die idyllische Lage am Breitbach, die es zu einem beliebten Motiv für Maler werden ließ. Bis in die 1950er Jahre wurde allerdings zumeist vom Haus am Maintor gesprochen.

## Dauerausstellungen
Zwei Dauerausstellungen bilden den Kern der musealen Präsentation. Im ersten Obergeschoss ist die Schau „Frauenzimmer. Lebensstationen einer fränkischen Kleinstadt“ zu sehen. Hier werden Lebenswege verschiedener Frauen im 19. und 20. Jahrhundert nachvollziehbar gemacht. Dabei stehen (geschlechtsspezifisches) Spielzeug, Jugend und Schulbildung, Ehe und ihre Alternativen und Mode im Mittelpunkt. Mit dem sogenannten Hebammenraum und dem dort präsentierten Hebammenbuch von Anna Dorothea Rosen ist hier auch einer der 100 Heimatschätze Bayerns zu finden.
Das Römerkabinett im Erdgeschoss stellt das 1985 bei Luftbildaufnahmen entdeckte Römerlager in den Mittelpunkt. Es ging aus einer Sonderausstellung hervor, die 2001 im Malerwinkelhaus präsentiert wurde. Ausgestellt werden Objekte, die bei Grabungen um das Römerlager zutage gefördert wurden. Dabei soll auch das Alltagsleben der römischen Legionäre nachvollziehbar gemacht werden. Die Ausstellung wurde nach einer Renovierung im Jahr 2020 wiedereröffnet.

## Sonderausstellungen (Auswahl)
Das Museum Malerwinkelhaus veranstaltet etwa zweimal im Jahr eine Sonderausstellung, die sich mit verschiedenen historischen Themen näher befasst. Begleitend zu den Ausstellungen wird seit 2010 eine Schriftenreihe herausgegeben, die als wissenschaftliches Begleitheft und Katalog durch die Ausstellung führt. Die Ausstellung im Winterhalbjahr beschäftigt sich zumeist mit Weihnachtsbräuchen und wird mit einem vom Museum veranstalteten Weihnachtsmarkt verbunden.
- 2010: Kettengerassel. Halten-Bewegen-Schmücken: Eiserne Ketten im 19. Jahrhundert.
- 2011: Tri tra tulala. ...oder von der Bedeutung einer ganz unbedeutenden Sache.
- 2012: Abracadabra Abraxas. Magie und Zauberei in der Heilkunde der römischen Zeit.
- 2013: An die Wäsche gegangen. Rund um das Drunter bei Damen der 1860er-1960er Jahre.
- 2014: Mensch ärgere dich nicht. Das „populärste Spiel der Nation“ gestern und heute.
- 2015: Ein Haus reist um die Welt. Das Malerwinkelhaus als historisches Postkartenmotiv und modernes Mail Art-Objekt.
- 2016: Wände sprechen Bände. Sprüche für das Heim: Gestickter Wandschmuck von einst und moderne Wandtattoos.
- 2017: Afrika in Bildern und das Bild von Afrika: Tiere, Menschen, Sitten und Kolonialmotive im Münchener Bilderbogen des 19. Jahrhunderts und: Dr. August Ziegler, ein Marktbreiter vor Ort.
- 2018: Aufgemischt. Römerkabinett 2018.
- 2019: 1819: Einblicke und Ausschnitte. Das Leben im und rund um das Malerwinkelhaus im Jahr der Stadterhebung.[5]
- 2023: Verliebt, verlobt, verheiratet... und was davon übrig bleibt
- 2024: Es war einmal... Grimms Märchen im Münchener Bilderbogen des 19. Jahrhunderts